# Dom Wycieczkowy PTTK w Leluchowie
Dom Wycieczkowy PTTK w Leluchowie – nieistniejący obecnie obiekt noclegowy (schronisko turystyczne), położony w Leluchowie, u stóp Gór Leluchowskich w Beskidzie Sądeckim.
Budynek, w którym funkcjonował obiekt został wzniesiony przez Niemców w latach 1940–1941 jako wojskowa strażnica graniczna. Po II wojnie światowej wykorzystywały go w tym samym celu Wojska Ochrony Pogranicza. Celom wojskowym przestał służyć około 1969 roku i wtedy został przejęty przez Oddział PTTK w Krynicy, który urządził w nim stację turystyczną. W 1974 roku obiekt został przejęty przez Zespół Obiektów Turystycznych PTTK w Krakowie i wówczas zapadła decyzja o zaadaptowaniu go na schronisko. Rozpoczęto remont obiektu, po którym już w lecie 1975 roku przyjął on pierwszych wczasowiczów. Planowane były dalsze remonty oraz rozbudowa schroniska.
Około 1980 roku obiekt posiadał 50 miejsc noclegowych, świetlicę oraz bufet. Nie prowadził żywienia zbiorowego.

## Piesze szlaki turystyczne
Krynica-Zdrój – Góra Parkowa – Bradowiec – Powroźnik – Przechyby – Kraczonik – Leluchów